# Diacra convexa
Diacra convexa är en insektsart som beskrevs av Alexander Fyodorovich Emeljanov 1961. Diacra convexa ingår i släktet Diacra och familjen dvärgstritar. Inga underarter finns listade i Catalogue of Life.